# Macaca munzala
El macaco de Arunachal (Macaca munzala) es una especie de primate catarrino de la familia Cercopithecidae endémica de Arunachal Pradesh en el nordeste de la India. Fue descubierto en 1997 por el primatólogo indio Anwaruddin Choudhury, quien lo consideró una subespecie del macaco tibetano (Macaca thibetana). Fue descrito como especie nueva en 2004 por un grupo de investigadores de Nature Conservation Foundation, una organización no gubernamental con sede en India.